# Lướt sóng

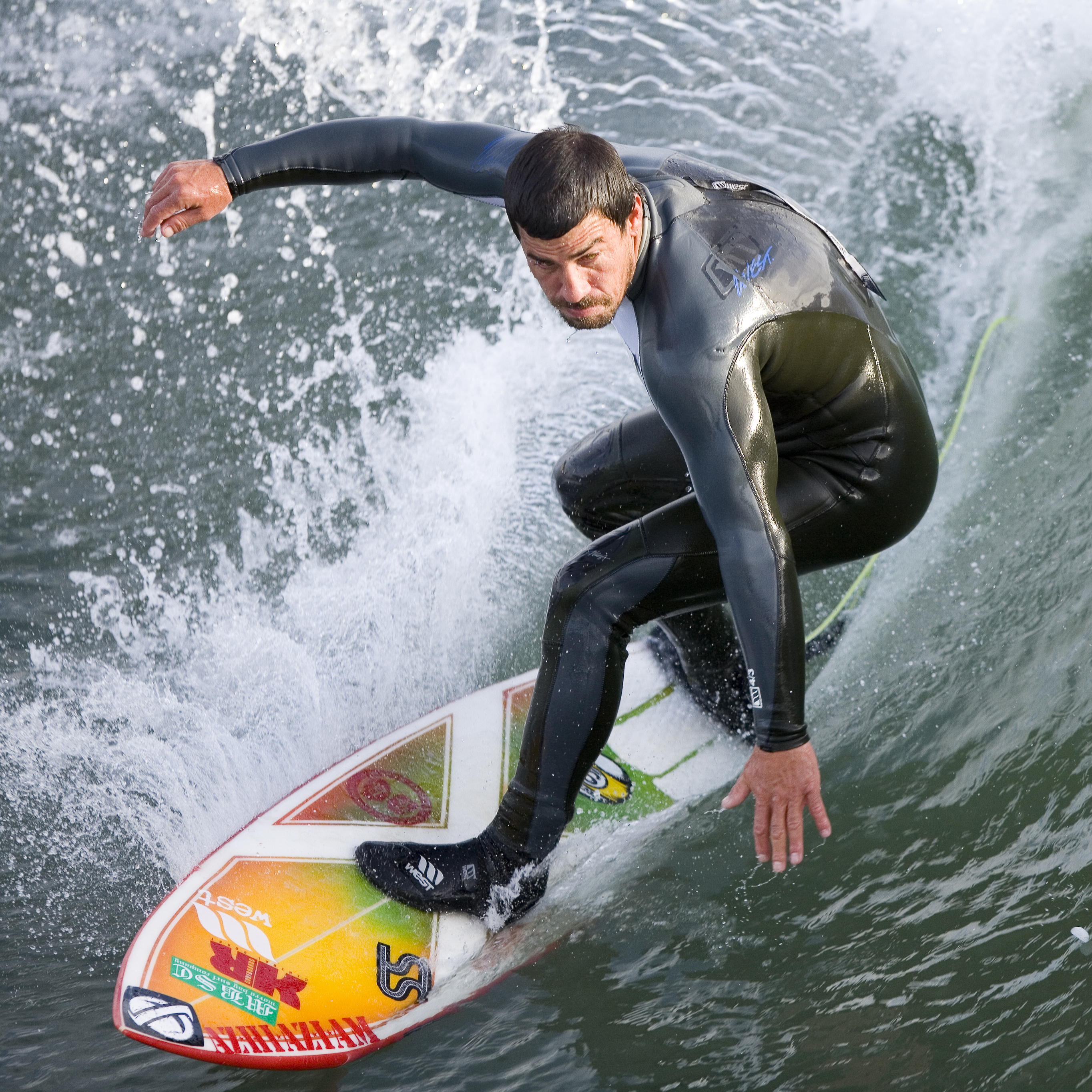
Lướt sóng ở bến tàu Cayucos, Cayucos, California

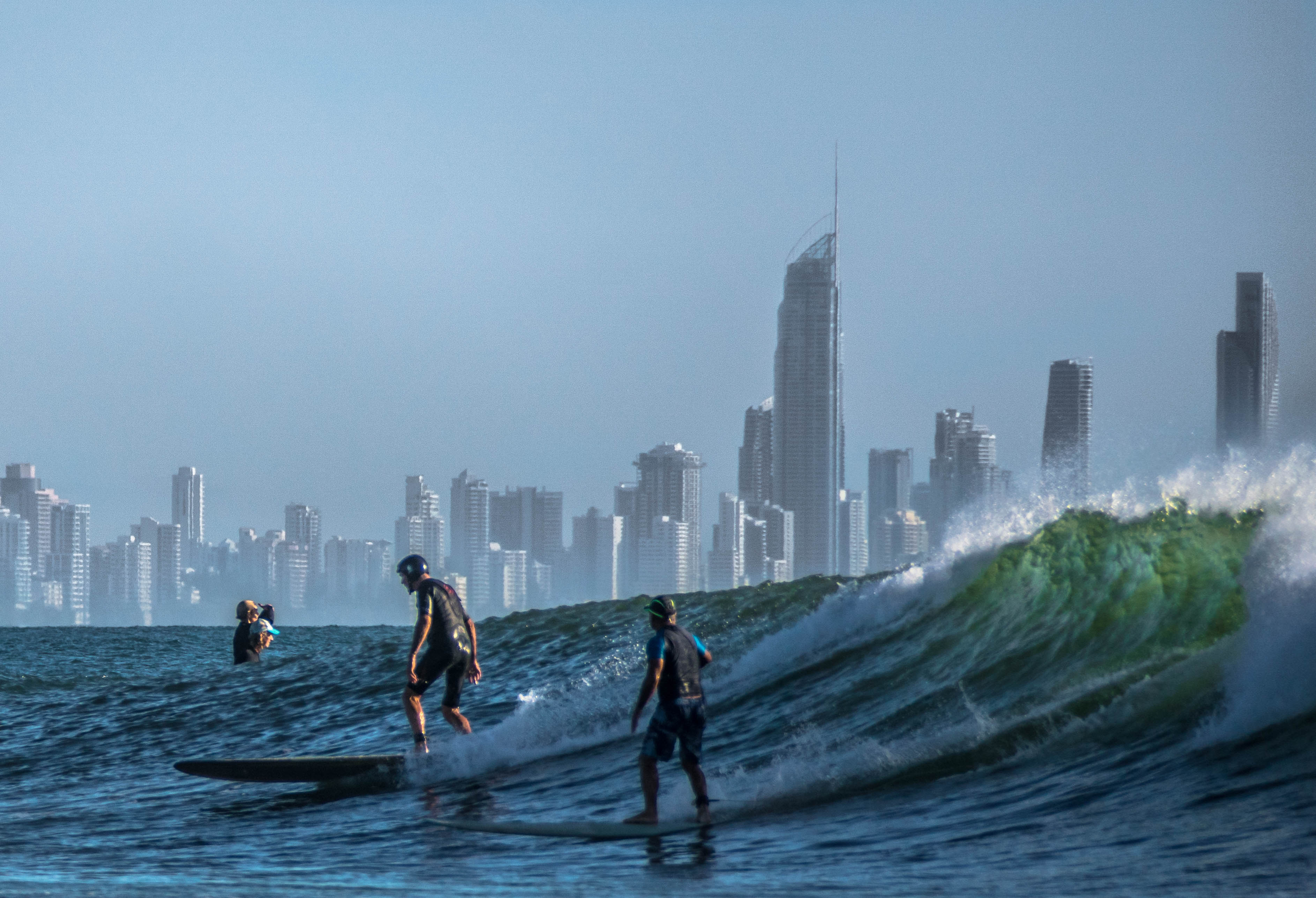
Lướt sóng trên Bờ biển Vàng, Adelaide Úc

Lướt sóng hoặc lướt ván là một môn thể thao trên mặt nước, tại đó người chơi lướt thuận hoặc ngược con sóng, để sóng đẩy người chơi về phía bờ. Loại sóng thích hợp để lướt sóng chủ yếu ở trên biển, nhưng cũng có thể tìm thấy ở hồ hay sông. Tuy nhiên, người chơi môn thể thao này cũng có thể dùng sóng nhân tạo trong bể bơi.

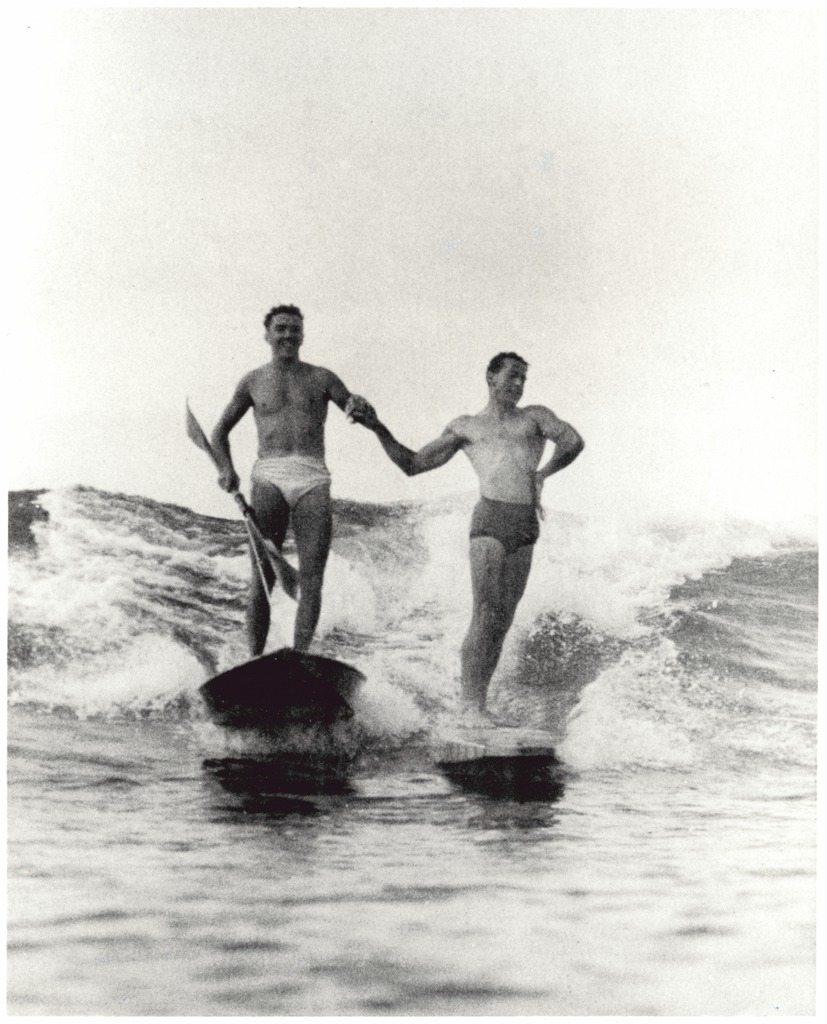
Lướt sóng cặp, bãi biển Manly Beach, New South Wales, 1938-46